# Žeimelis
Žeimelis (anciennement: Zaumel) est une ville du nord de la Lituanie, à 40 kilomètres au nord de Pakruojis proche de la frontière avec la Lettonie. 

## Histoire
Première fois mentionnée en 1596.
Michel Barclay de Tolly est baptisé dans l'église luthérienne de la ville en 1761. 
En août 1941, 160 Juifs de la ville sont assassinés par un Einsatzgruppen. Cette exécution de masse est menée par des allemands aidés de collaborateurs lituaniens.

## Personnalités de la ville
- Abraham Isaac Kook, Grand rabbin de Palestine et philosophe.
- Zvi Yehuda Kook, fils du précédent et directeur de la Yeshiva Mercaz HaRav.
- Theodor Grotthuss, célèbre chimiste allemand
- Juozas Šliavas, historien